# Lago Manasarovar
O Lago Manasarovar (sânscrito : मानस सरोवर) (Mapam Yumco em tibetano) é um lago de água doce da Região autónoma do Tibete, considerado como um lugar sagrado pelo Tibete e pela Índia. Está situado na prefeitura de Ngari, a mais de 1 600 km a oeste de Lassa. Está separado do lago Rakshastal, por apenas alguns quilómetros e dominado pelo Monte Kailash, que fica a trinta km ao norte.

## Geografia
O lago Manasarovar está situado a uma altitude de 4585 m. É o lago de água doce o mais alto do mundo. As suas dimensões são da ordem de 20 km, sua circonferência de 97 km, sua profundidade de 90m sua superficie total de aproximadamente 400 km². O Sutlej, o Bramaputra (chamado Yarlung Zangbo no Tibete), o Indo assim como o Karnali (Ghaghara na Índia), afluente do Ganges, têm suas nascentes nas proximidades.

## Religião
Como o Monte Kailash, o lago Manasarovar é um lugar de peregrinação para muitos crentes vindos da Índia, do Tibete ou dos outros países vizinhos. É um lago sagrado para as religiões hinduístas, budistas, jaïnista e Bon-pa. Constituí uma das três etapas da peregrinação completa com o Kailash e Thirtapuri. Os peregrinos hinduistas banham-se no rio mas não os budistas. Um proverbio tibetano diz : « os hindús lavam-se o exterior enquanto que os budistas lavam-se o interior ». Certos peregrinos também dão sua volta completa (kora). Na mitologia hinduísta, o lago foi criado pelo espírito de Brama; por isso é chamado Manasarovar em sânscrito, combinação das palavras manas (espírito) e sarovar (lago).
As suas águas são consideradas serem de um grande benefício espiritual, sendo em banhando-se como os hindus, ou bebendo-a como os tibetanos, o que é também considerado como excelente para a saúde e longevidade. 
É venerado desde tempos imemoriais. Representa as águas primordiais do universo. Simboliza a luz, o sol enquanto o Raksastal é a residência das potências das trevas. Em geral este último é fugido pelos peregrinos. Os tibetanos olham atentivamente pelo nível do canal que liga os dois lagos para avaliar o estado do país e de seus habitantes, ora durante uma parte do século XX, o canal incrustado de sal ficou seco, a tal ponto que Sven Hedin duvidou da sua existência. A água voltou a correr, o que alguns explicam por uma maior liberdade religiosa no Tibete.
Ao Norte encontra-se a cordilheira Kang Tise, com o Kailash, residência de Demchok e de sua companheira Dorje Phagmo, que simbolizam a compaixão e ponderação. O Kailash e o Manasarovar simbolizam o pai e a mãe da Terra. Ao sul, ergue-se a serra do Gurla Mandata ou Memo Nani (7 694 m), a terceira mais alta montanha inteiramente em território tibetano (depois do  Shishapangma com 8 012 m e o Namche Barwa (7 756 m). Também chamado Memo Namgyal (filho da vitória), é a residência de Lhamo Yangchen, divindade muito importante para os lavradores da região.
Destruidos durante a revolução cultural, os oito mosteiros foram de novo erigidos. Pode-se citar aqui Seralung, Nyego, Trugo, Gotsuk.

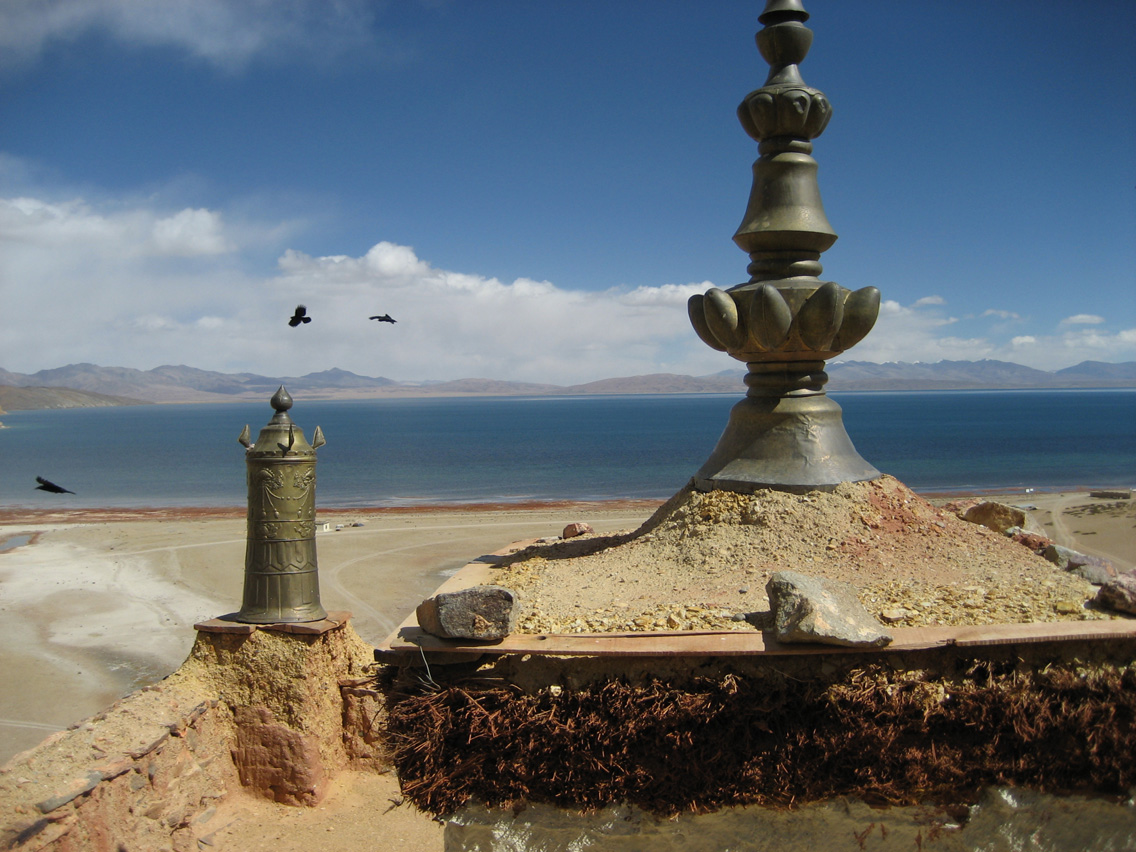
Visto desde Chiu Gompa

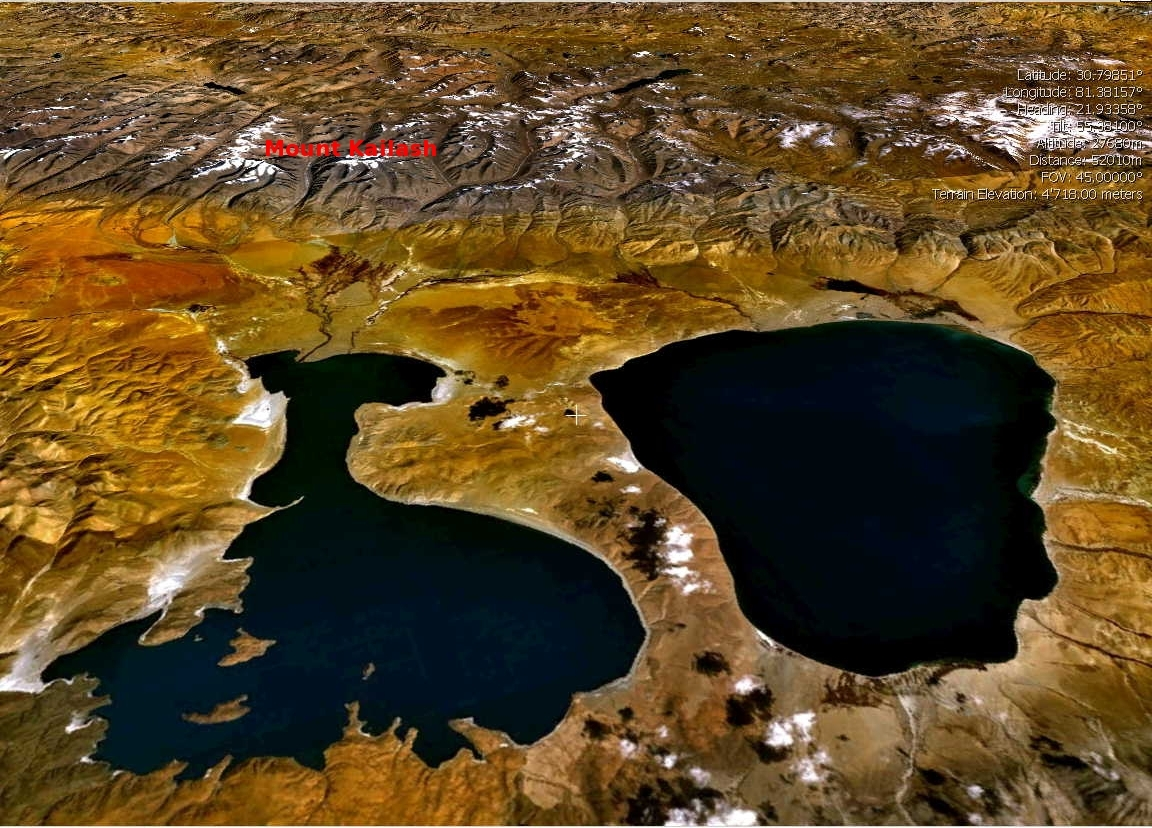
vista satélite dos lagos Manasarovar (direita) e Rakshastal com o Monte Kailash ao longe